# Косовская городская община
Косовская городская общи́на (укр. Косівська міська громада) — территориальная община в Косовском районе Ивано-Франковской области Украины.
Административный центр — город Косов.
Население составляет 32 839 человек. Площадь — 322,8 км².

## Населённые пункты
В состав общины входит 1 город (Косов) и 14 сёл:
- Бабин
- Вербовец
- Город
- Никитинцы
- Пистынь
- Речка
- Смодна
- Снидавка
- Соколовка
- Старый Косов
- Чергановка
- Шепот
- Шешоры
- Яворов